# کارلوس مانچنو کاخاس
کارلوس مانچنو کاخاس (انگلیسی: Carlos Mancheno Cajas؛ زاده ۹ اکتبر ۱۹۰۲ – درگذشته ۱۱ اکتبر ۱۹۹۶) سیاست‌مدار اهل اکوادور بود. وی از ۲۳ اوت ۱۹۴۷ تا ۲ سپتامبر ۱۹۴۷ رئیس‌جمهور این کشور بود.
کارلوس مانچنو کاخاس در ۱۱ اکتبر ۱۹۹۶، در سن ۹۴ سالگی درگذشت.